# آيت حدو يوسف (آيت حدو يوسف)
آيت حدو يوسف هي إحدى مشيخات المملكة المغربية، تتبع جغرافيا لإقليم شيشاوة وإداريًا لآيت حدو يوسف. يقدر عدد سكانها بـ 5537 نسمة حسب الإحصاء الرسمي للسكان والسكنى لسنة 2004.